# Homosexualität in Togo

Geografische Lage von Togo

Homosexualität in Togo ist in weiten Teilen der Gesellschaft tabuisiert und homosexuelle Handlungen sind illegal.

## Illegalität
Homosexuelle Handlungen sind in Togo illegal und werden mit einer Haftstrafe von ein bis drei Jahren oder einer Geldstrafe bestraft. Es existiert kein Antidiskriminierungsgesetz in Togo.

## Anerkennung gleichgeschlechtlicher Partnerschaften
Eine staatliche Anerkennung von gleichgeschlechtlichen Paaren besteht weder in der Form der gleichgeschlechtlichen Ehe noch in einer eingetragenen Partnerschaft in Togo.